# Albert Quixall
Albert Quixall (Sheffield, 1933. augusztus 9. – 2020. november 12.) angol labdarúgócsatár.
1954–55-ben öt alkalommal szerepelt az angol válogatottban. Részt vett az 1954-es labdarúgó-világbajnokságon.

## Sikerei, díja
Manchester United
- FA-kupa-győztes: 1962–63